# Guadalupe de Ceita
João Guadalupe Viegas de Ceita, né le 4 février 1929 dans la ville de São Tomé et mort le 23 octobre 2021, est un médecin, écrivain et homme politique santoméen, l'une des grandes figures de la lutte pour l'indépendance.
En 2015 il publie ses mémoires sous le titre Memórias e sonhos perdidos : de um combatente pela libertação e progresso de São Tomé e Príncipe.